# Cnaeus Arrius Antoninus
Cnaeus Arrius Antoninus est un sénateur romain de la fin du Ier siècle, né vers 30 et mort après 105, consul suffect en 69 sous Vitellius et en 97 sous Nerva, dont il est proche et un ami dévoué. C'est un correspondant de Pline le Jeune et il est le grand-père maternel du futur empereur Antonin le Pieux.

## Biographie

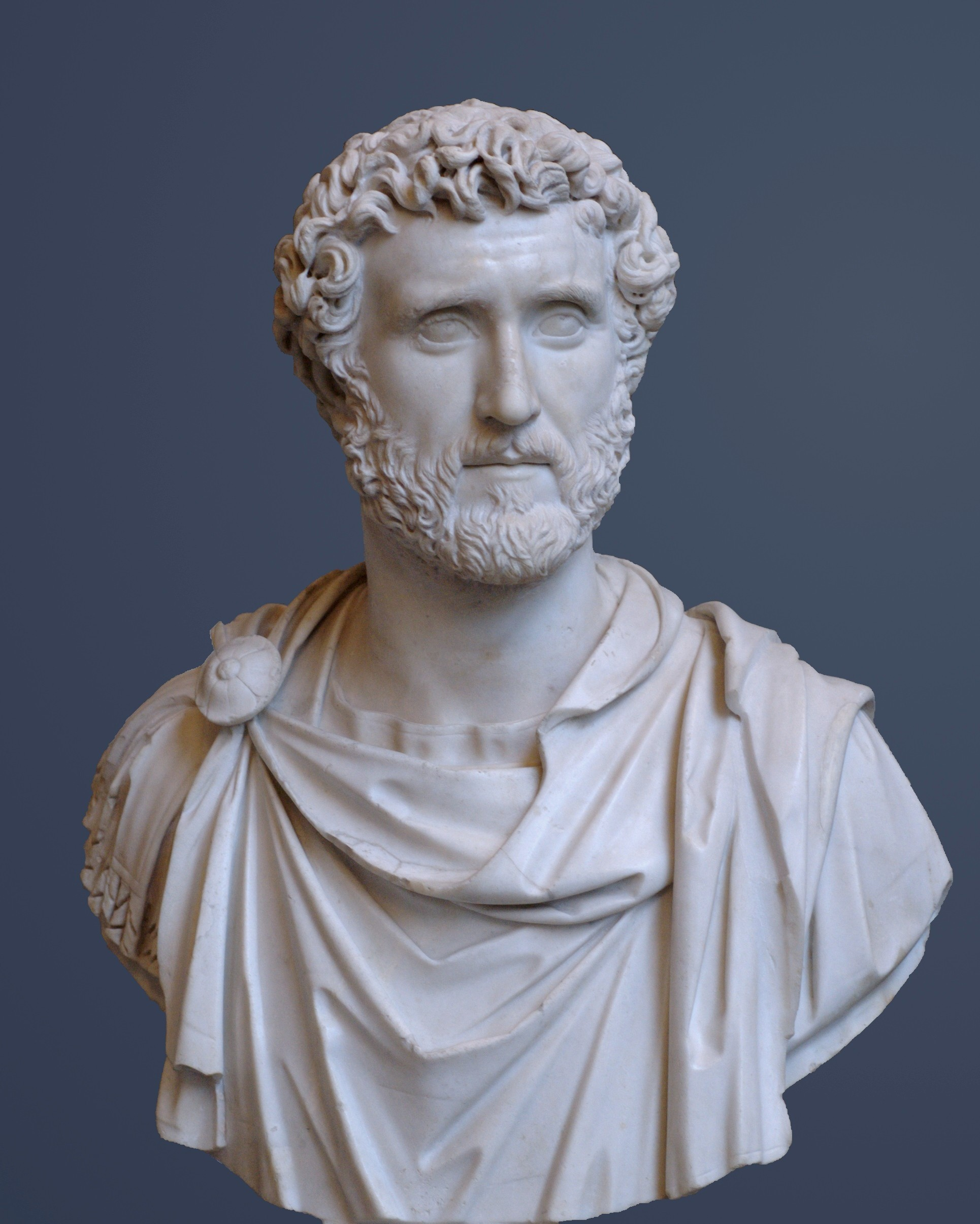
Buste d'Antonin le Pieux, empereur romain entre 138 et 161.

### Famille
Il est né vers l'an 30/31, sous le règne de Tibère. L’Histoire Auguste le décrit comme un « homme irréprochable », à l'instar de Pline le Jeune,,. Son épouse est Servilia Plotia Isaurica.
Il a une première fille, Arria Antonina, qui épouse le fils du sénateur romain Lucius Junius Caesennius Paetus (consul suffect). Ils ont peut-être un fils, Lucius Caesennius Antoninus, consul suffect en 128.
Il a une deuxième fille Arrida Fadilla, qui épouse Titus Aurelius Fulvus, consul suffect en 89 et fils de Titus Aurelius Fulvus, deux fois consuls, le deuxième consulat étant éponyme en l'an 85 aux côtés de l'empereur Domitien, et préfet de Rome.
Il a un petit-fils, Cnaeus Arrius Augur, consul en 121.
De l’union entre Arrida Fadilla et Aurelius Fulvus naît un fils : Titus Aurelius Fulvus Boionius Arrius Antoninus, né le 19 septembre 86 à Lanuvium, dans le Latium, qui devient l'empereur Antonin le Pieux.
Sa fille, veuve à la fin du règne de Domitien, se remarie après sa mort au consulaire suffect de 98 Publius Iulius Lupus, et le couple a une fille, Iulia Fadilla.
Le futur Antonin est élevé par son beau-père, ainsi que par ses grands-parents, à Lauris, sur la voie Aurélienne.
Pendant son règne, Antonin le Pieux agrée des statues décernées à ses aïeux.

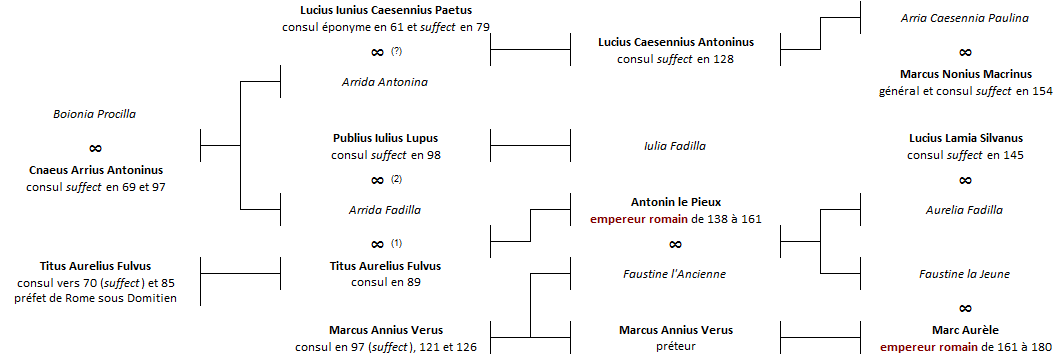
Famille des Aurelii Fulvi à l'époque des Flaviens et des Antonins. Arbre non exhaustif.

### Carrière

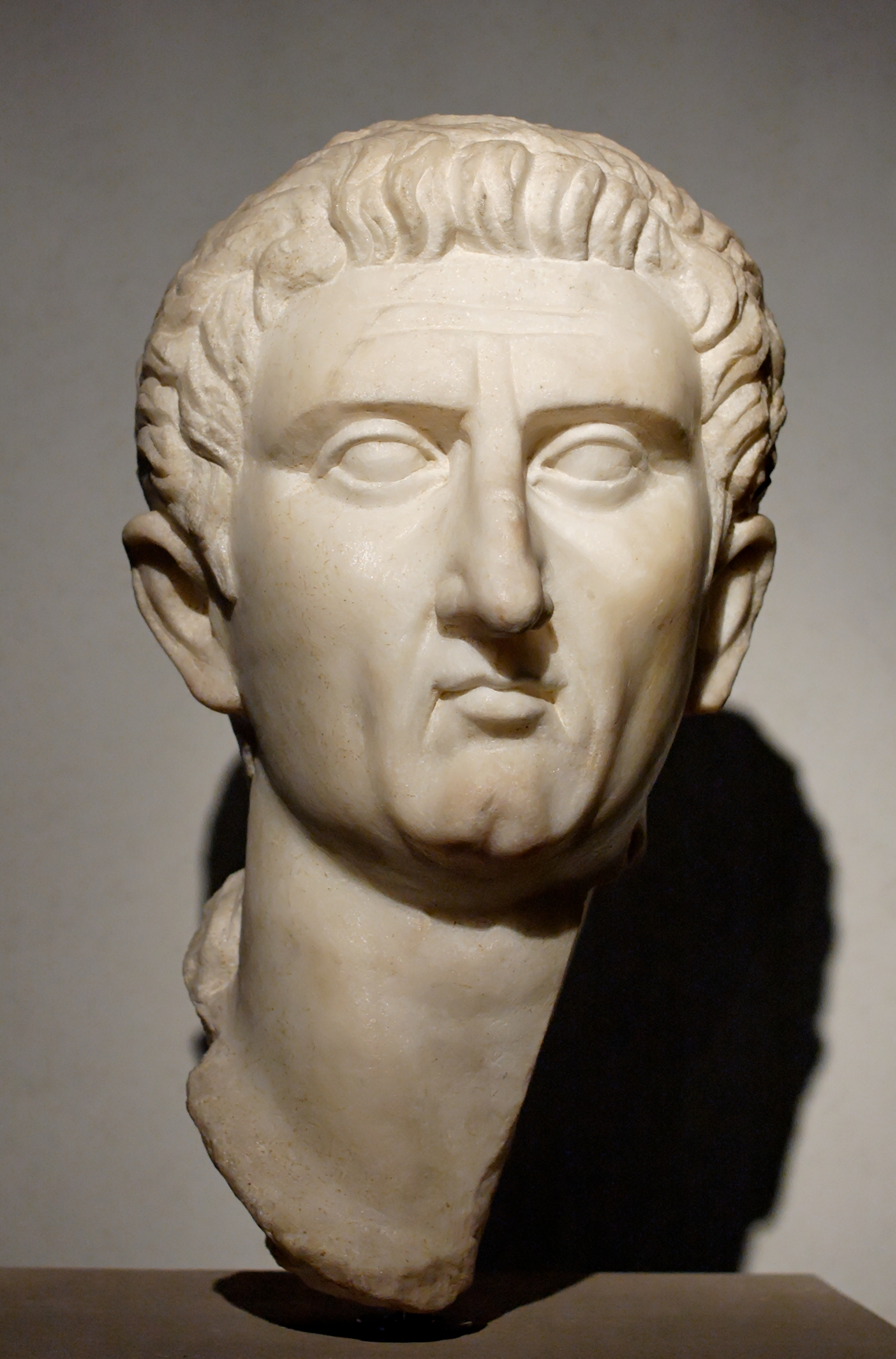
Buste de Nerva, empereur romain entre 96 et 98.

En 69, en juillet et août, pendant l'année des quatre empereurs, il est consul suffect. C'est alors Aulus Vitellius l'empereur pour quelques mois.
Vers 78, à la fin du règne de Vespasien, il devient proconsul d'Asie.
Il est très proche de Nerva lors de son accession au trône en septembre 96 : « Le Sénat le reçoit dans la Curie avec des félicitations ; mais seul de tous, Arrius Antoninus, homme d'une franchise énergique et son ami le plus dévoué, lui parle avec sagesse du sort de ceux qui gouvernent, et lui dit, après l'avoir embrassé, qu'il félicite le sénat, le peuple et les provinces, mais non point Nerva, qui toujours a été plus heureux d'éluder la fureur des mauvais princes, que d'avoir à soutenir un si lourd, un si pesant fardeau ». Le fait qu'il plaint son ami Nerva de la charge qui lui est octroyé est aussi rapporté par l’Histoire Auguste. Il est une deuxième fois consul suffect en 97 sous le court règne de son ami.
Il est le plus ancien consulaire au Sénat après la mort de Silius Italicus vers 101, et il est encore en vie âgé de 75 ou 76 ans vers 105-106.

### Correspondant de Pline
C'est un correspondant de Pline le Jeune, ce dernier le couvre d'éloges dans une de ses Lettres : « Tu t'es montré digne des grands hommes d'autrefois [...] Tu es le premier citoyen de notre ville par ta rigueur morale, ton autorité, ».
En outre, il écrit des épigrammes en grec, que Pline le Jeune admire et tente de retranscrire en latin,.